# Amaurobius borealis
Amaurobius borealis là một loài nhện trong họ Amaurobiidae.
Loài này thuộc chi Amaurobius. Amaurobius borealis được James Henry Emerton miêu tả năm 1909.